# Vlag van Cotopaxi

Vlag van Cotopaxi

De vlag van Cotopaxi bestaat uit twee horizontale banden in de kleurencombinatie rood-blauw. In sommige versies wordt het wapen van Cotopaxi in de vlag geplaatst om verwarring met de vlag van Chimborazo te voorkomen. De vlag werd in juli 1972 aangenomen.

Vlag van Cotopaxi volgens Smith

Volgens Spectrum Vlaggenboek meldt dat de vlag bestaat uit twee horizontale banden in de kleurencombinatie blauw-bruin.